# I Need You (singel)
I Need You – singel Dave’a Gahana, frontmana i wokalisty Depeche Mode, promujący album Paper Monsters.

## Wydany w krajach
- Benelux (CD)
- Unia Europejska (10”, 12”, CD, DVD)
- USA (2x12”, CD, CD-R)
- Wielka Brytania (CD-R)

## Informacje
- Teksty i muzyka Dave Gahan i Knox Chandler

## WydaniaMute
- numer katalogowy: 12 MUTE 301, wydany 1 września 2003, format: 12”, kraj: Unia Europejska:
  1. I Need You (Gabriel & Dresden Unplugged Mix) – 10:13
  2. I Need You (Gabriel & Dresden Unplugged Dub) – 10:13

- numer katalogowy: L12 MUTE 301, wydany 1 września 2003, format: 12”, kraj: Unia Europejska:
  1. I Need You (Jay’s Summerdub) – 6:16
  2. I Need You (Ladytron detoxxMixx) – 3:59
  3. I Need You (Ladytron detoxxMixx (Instrumental)) – 3:59

- numer katalogowy: P12 MUTE 301, wydany 2003, format: 12”, kraj: Unia Europejska:
  1. I Need You (Gabriel & Dresden Unplugged Mix) – 10:13
  2. I Need You (Gabriel & Dresden Plugged Dub) – 10:13

- numer katalogowy: PL12 MUTE 301, wydany 2003, format: 12”, kraj: Unia Europejska:
  1. I Need You (Jay’s Summerdub) – 6:16
  2. I Need You (Ladytron detoxxMixx) – 3:59
  3. I Need You (Ladytron detoxxMixx (Instrumental)) – 3:59

- numer katalogowy: CD MUTE 301, wydany 18 sierpnia 2003, format: CD, kraj: Unia Europejska:
  1. I Need You (Radio Mix) – 3:40
  2. Closer – 4:05
  3. Breathe – 4:50

- numer katalogowy: LCD MUTE 301, wydany 2003, format: CD, kraj: Unia Europejska:
  1. I Need You (Ladytron detoxxMixx) – 3:59
  2. I Need You (Gabriel & Dresden Unplugged Mix (Edit)) – 9:39
  3. I Need You (Jay’s Summerdub) – 6:16

- numer katalogowy: DVD MUTE 301, wydany 18 sierpnia 2003, format: DVD, kraj: Unia Europejska:
  1. Black And Blue Again (Acoustic – Video) – 5:00
  2. I Need You (Ladytron detoxxMixx (Instrumental)) – 3:59
  3. Dirty Sticky Floors (Lexicon Avenue Dirty Sticky Dub) – 8:31

- numer katalogowy: MUTE 301, wydany 2003, format: CD-R, kraj: Wielka Brytania:
  1. I Need You (Radio Mix) – 3:40

- numer katalogowy: MUTE 301, wydany 2003, format: CD-R, kraj: Wielka Brytania:
  1. I Need You (Ladytron detoxxMixx) – 3:59
  2. I Need You (Gabriel & Dresden Unplugged Mix) – 10:13
  3. I Need You (Jay’s Summerdub) – 6:16
  4. I Need You (Ladytron detoxxMixx (Instrumental)) – 3:59
  5. Dirty Sticky Floors (Lexicon Avenue Dirty Sticky Dub) – 8:31
  6. I Need You (Gabriel & Dresden Unplugged Mix) – 10:13
  7. I Need You (Gabriel & Dresden Plugged Dub) – 10:13
  8. I Need You (Jay’s Summerdub) – 6:16
  9. I Need You (Ladytron detoxxMixx) – 3:59
  10. I Need You (Ladytron detoxxMixx (Instrumental)) – 3:59

- numer katalogowy: RCD MUTE 301, wydany 2003, format: CD-R, kraj: Wielka Brytania:
  1. I Need You (Radio Mix) – 3:40
  2. Closer – 4:05
  3. Breathe – 4:50

- numer katalogowy: (R)CD MUTE 301, wydany 28 lipca 2003, format: CD-R, kraj: Wielka Brytania:
  1. I Need You (Radio Mix) – 3:40
  2. Closer – 4:05
  3. Breathe – 4:50

- numer katalogowy: CD(R) MUTE 301, wydany 28 lipca 2003, format: CD-R, kraj: Wielka Brytania:
  1. I Need You (Radio Mix) – 3:40
  2. Closer – 4:05
  3. Breathe – 4:50

## Wydania[PIAS]
- numer katalogowy: 391.1301.122, wydany kiedy, format: CD, kraj: Benelux:
  1. I Need You (Radio Mix) – 3:40
  2. Closer – 4:05
  3. Breathe – 4:50

## WydaniaReprise
- numer katalogowy: 0-42643, wydany 2003, format: 2x12”, kraj: USA:
  1. I Need You (Gabriel & Dresden Unplugged Mix) – 10:13
  2. I Need You (Ladytron detoxxMixx) – 4:01
  3. I Need You (Jay’s Summerdub) – 6:25
  4. I Need You (Gabriel & Dresden Plugged Dub) – 10:13
  5. Dirty Sticky Floors (Lexicon Avenue Dirty Sticky Dub) – 8:31
  6. I Need You (Ladytron detoxxMixx (Instrumental)) – 4:01

- numer katalogowy: PRO-A-101144-A, wydany 2003, format: 2x12”, kraj: USA:
  1. I Need You (Gabriel & Dresden Unplugged Mix) – 10:13
  2. I Need You (Ladytron detoxxMixx) – 4:01
  3. I Need You (Jay’s Summerdub) – 6:25
  4. I Need You (Gabriel & Dresden Plugged Dub) – 10:13
  5. Dirty Sticky Floors (Lexicon Avenue Dirty Sticky Dub) – 8:31
  6. I Need You (Ladytron detoxxMixx (Instrumental)) – 4:01

- numer katalogowy: 2-42643, wydany 19 sierpnia 2003, format: CD, kraj: USA:
  1. I Need You (Radio Mix) – 3:33
  2. Closer – 4:08
  3. Breathe – 4:56
  4. I Need You (Ladytron detoxxMixx) – 4:01
  5. I Need You (Jay’s Summerdub) – 6:25
  6. I Need You (Gabriel & Dresden Unplugged Mix) – 10:13

- numer katalogowy: PRO-CD-101144, wydany 2003, format: CD, kraj: USA:
  1. I Need You (Radio Mix) – 3:33
  2. I Need You – 4:45

- numer katalogowy: PRO-CDR-101150, wydany 2003, format: CD, kraj: USA:
  1. I Need You (Radio Mix) – 3:33
  2. I Need You – 4:45

- numer katalogowy: bez numeru, wydany 2003, format: CD-R, kraj: USA:
  1. I Need You (Gabriel & Dresden Unplugged Mix) – 10:13
  2. I Need You (Ladytron detoxxMixx) – 3:59
  3. I Need You (Jay’s Summerdub) – 6:16
  4. I Need You (Gabriel & Dresden Plugged Dub) – 10:13
  5. Dirty Sticky Floors (Lexicon Avenue Dirty Sticky Dub) – 8:31
  6. I Need You (Ladytron detoxxMixx (Instrumental)) – 3:59